# 東京デジタルテクニカル専門学校
東京デジタルテクニカル専門学校（とうきょうデジタルテクニカルせんもんがっこう）は、東京都台東区上野（1号館校舎）と東京都台東区東上野（2号館校舎）にある専門学校である。
運営主体は学校法人都築関東学園。

## 沿革
- 1990年 - 東京科学電子工業専門学校として開校
- 2000年 - 東京科学電子工業専門学校から現在の名称に変更
- 2010年 - 4月以降、学校法人都築教育学園が運営する第一工業大学の東京上野キャンパスとなる。工学部情報電子システム工学科が設置される（同学部同学科は第一工業大学鹿児島キャンパスにも設置）
- 2012年 - 廃校

## 主な行事
- 春にスポーツ大会。（2006年度スポーツ大会にてけが人が続出したため現在は行われていない模様）
- 秋にオリエンテーションで、毎年東京ディズニーランドまたは東京ディズニーシーへ交互に行く。

## 交通

### 1号館校舎
- JR東日本上野駅入谷口から徒歩1分。
- 東京メトロ上野駅9番出口から徒歩5分。
- 京成電鉄上野駅正面出口から徒歩10分。

### 2号館校舎
- JR東日本上野駅入谷口から徒歩5分。
- 東京メトロ上野駅1番出口から徒歩5分。
- 京成電鉄上野駅正面出口から徒歩15分。